# Francesco Messina Denaro

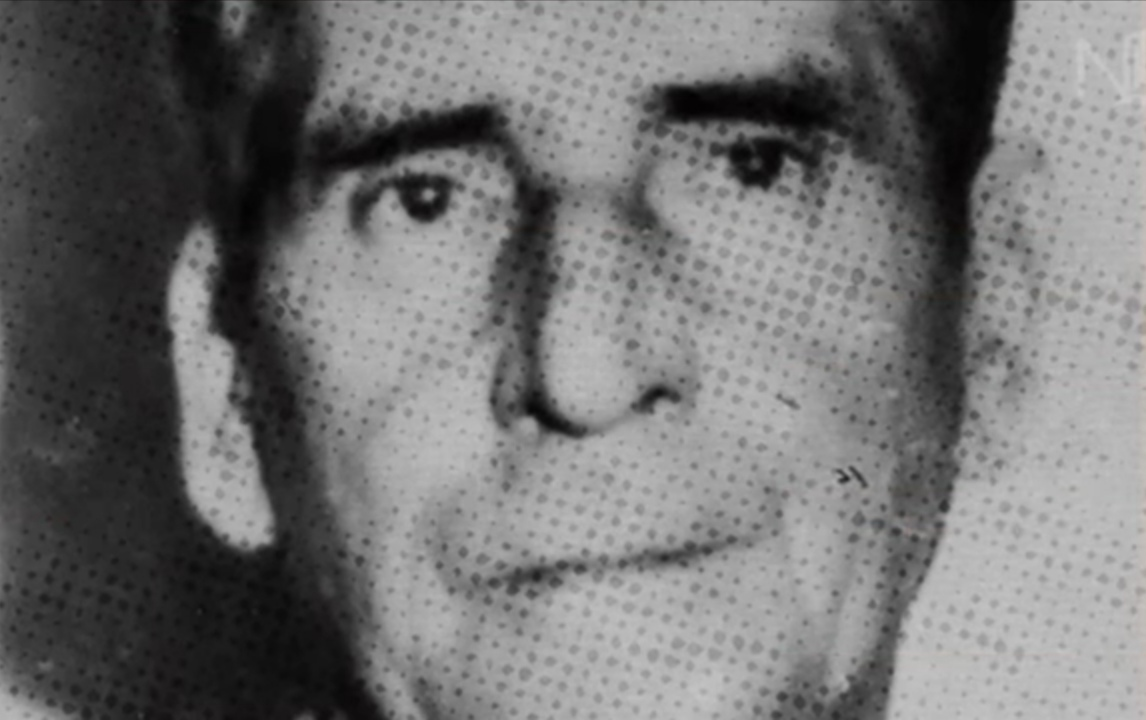
Francesco Messina Denaro

Francesco Messina Denaro, genannt Don Ciccio (* 20. Januar 1928 in Castelvetrano auf Sizilien; † 30. November 1998 ebenda), war ein italienischer Mafioso, der mit der Cosa Nostra in Verbindung stand.
Er war das Oberhaupt der Cosca von Castelvetrano und ihres Mandamento, beginnend mit dem frühen Zweiten Großen Mafiakrieg der 1980er Jahre. Er war der Vater des berüchtigten Chefs Matteo Messina Denaro.

## Leben
Francesco Messina Denaro arbeitete als Landwirt auf den Gütern der Familie D’Alì, Eigentümer der Banca Sicula von Trapani, damals das wichtigste private Bankinstitut Siziliens, und der Salinen von Trapani und Marsala. Im Jahr 1957 wurde gegen ihn wegen des aufsehenerregenden Entführungsmordes an dem Notar Francesco Craparotta und einem gewissen Vito Bonanno ermittelt. Die Carabinieri von Castelvetrano verhörten ihn am 16. Mai desselben Jahres, er wurde jedoch im Jahr 1964 von allen Anschuldigungen freigesprochen. Nach dem zweiten Mafiakrieg Anfang der 1980er Jahre, als er sich mit Mariano Agate und den Corleonesi gegen die in Palermo ansässigen Badalamenti und in Alcamo ansässigen Rimi und in Trapani ansässigen Minore verbündet hatte, war er das Oberhaupt des Bezirks Castelvetrano. Im Rahmen des Prozesses von 1988 wegen der Ermordung von Mauro Rostagno gaben die Verräter Angelo Siino und Vincenzo Sinacori an, dass der Mord von Francesco Messina Denaro angeordnet wurde, der angeblich den Chef von Trapani, Vincenzo Virga, angewiesen hatte, Rostagno zu töten.
Am 23. Januar 1990 beantragte der damalige Oberstaatsanwalt von Marsala, Paolo Borsellino, auf der Grundlage der von Kommissar Calogero Germanà geführten Ermittlungen, eine Sonderüberwachung, ein Aufenthaltsverbot und die Beschlagnahme des gesamten Vermögens von „Don Ciccio“ als „führender Vertreter der Belice-Mafia“, doch das Gericht von Trapani lehnte den Antrag ab. Im Oktober desselben Jahres erließ Borsellino einen Haftbefehl gegen ihn wegen Verbindungen zur Mafia, doch Messina Denaro tauchte unter. Im Mai 1992 erging gegen Messina Denaro ein weiterer Haftbefehl, der von Borsellino nach den Aussagen des Justizmitarbeiters Vincenzo Calcara unterzeichnet wurde, der auch Antonino Vaccarino, den ehemaligen Bürgermeister von Castelvetrano, beschuldigte, der lokalen Cosca anzugehören, in der er die Position des Consigliere des Anführers Francesco Messina Denaro innehatte. Vaccarino verklagte Calcara wegen Verleumdung, aber die Richter sprachen den Kollaborateur frei, weil sie im Urteil des Prozesses feststellten, dass es „festgestellte und bedeutende Beziehungen zwischen Vaccarino und anderen Exponenten des lokalen Zweigs der Cosa Nostra, wie Francesco Messina Denaro [...]“ gab, mit dem der ehemalige Bürgermeister eine landwirtschaftliche Genossenschaft gegründet hatte. In dem Prozess Alagna Antonino + 30, der auf Calcaras Anschuldigungen zurückging, wurde Vaccarino jedoch nur wegen Drogenhandels rechtskräftig verurteilt, aber vom Vorwurf der Mafiavereinigung freigesprochen, wofür Francesco Messina Denaro im selben Prozess zu fünfzehn Jahren Haft verurteilt wurde. Im Jahr 1994 gehörte Messina Denaro zusammen mit seinem Sohn Matteo zu den 74 Personen, die im Rahmen der Operation Petrov, die auf die Aussagen des Kollaborateurs der Justiz Pietro Scavuzzo zurückgeht, in Untersuchungshaft genommen wurden, blieb aber weiterhin auf der Flucht. Im Jahr 1996 wurde er, wiederum zusammen mit seinem Sohn Matteo, von einem weiteren Untersuchungshaftbefehl im Rahmen der Operation Omega betroffen, die von den Carabinieri mit 80 Haftbefehlen durchgeführt wurde und durch die Anschuldigungen der Justizkollaborateure Antonio Patti, Salvatore Giacalone, Vincenzo Sinacori und Giuseppe Ferro ausgelöst wurde, die mehr als zwanzig Jahre Verbrechen in der Provinz Trapani rekonstruierten. Seit mehr als acht Jahren gesucht, wurde er am 30. November 1998 nach einem Herzanfall in der Nähe von Castelvetrano tot aufgefunden.